# Swarożyn (gromada)
Swarożyn – dawna gromada, czyli najmniejsza jednostka podziału terytorialnego Polskiej Rzeczypospolitej Ludowej w latach 1954–1972.
Gromady, z gromadzkimi radami narodowymi (GRN) jako organami władzy najniższego stopnia na wsi, funkcjonowały od reformy reorganizującej administrację wiejską przeprowadzonej jesienią 1954 do momentu ich zniesienia z dniem 1 stycznia 1973, tym samym wypierając organizację gminną w latach 1954–1972.
Gromadę Swarożyn z siedzibą GRN w Swarożynie utworzono – jako jedną z 8759 gromad na obszarze Polski – w powiecie tczewskim w woj. gdańskim na mocy uchwały nr 25/III/54 WRN w Gdańsku z dnia 5 października 1954. W skład jednostki weszły obszary dotychczasowych gromad Swarożyn i Wędkowy ze zniesionej gminy Godziszewo oraz obszar dotychczasowej gromady Waćmierz ze zniesionej gminy Subkowy w tymże powiecie. Dla gromady ustalono 14 członków gromadzkiej rady narodowej.
1 stycznia 1972 gromadę zniesiono, a jej obszar włączono do gromad: Tczew (miejscowości Młynki, Swarożyn, Waćmierek, Zabagno i Zwierzynek), Turze (miejscowości Goszyn, Liniewko i Wętkowy) i Subkowy (miejscowość Waćmierz) w tymże powiecie.